# 森下重格
森下 重格（もりした しげのり、1891年〈明治24年〉12月 - 1956年〈昭和31年〉12月21日）は、日本の地方公務員、内務官僚、検察官。原爆投下時の広島市助役。

## 経歴
徳島県出身。1917年（大正6年）に法政大学専門部政治科を卒業し、1921年（大正10年）に東京外国語学校（現在の東京外国語大学）英語専修科を卒業した。大阪府泉南郡長、大阪府事務官、長崎県事務官、沖縄県書記官・経済部長、同総務部長、山口県経済部長を歴任した。1941年（昭和16年）に退官した後、横須賀市助役に就任。1943年（昭和18年）9月から広島市助役を務めた。
1945年（昭和20年）8月6日、広島市への原子爆弾投下では千田町の下宿2階で被爆。家屋倒壊により失神状態となるが数時間後に回復した。翌日から市長代理として救護活動や応急事務を指揮した。その後、白血球減少症となり、しばらく療養するが回復せずに同年12月10日に助役を退職。神奈川県逗子市で2年間療養したのち、横浜地方検察庁副検事に就任。1952年（昭和27年）脳動脈硬化症のため辞任し療養を続けたが回復せず、1956年（昭和31年）12月、肺炎を併発し死去した。